# Talha (Tahiride)
Talha ben Tâhir (طلحة بن طاهر) a été le gouverneur Tâhiride du Khorasan de 822 jusqu'à sa mort en 828. 
En 822, Tâhir ben Husayn est décédé assassiné sur ordre du calife abbasside Al-Ma'mûn alors qu'il venait de prendre la contrôle du Khorasan, en son nom. Al-Ma'mûn laissa cependant son fils Talha ben Tâhir conserver ce poste de gouverneur du Khorasan bien qu'il ait hésité à nommer à sa place son frère `Abd Allah ben Tâhir mais  ce dernier était occupé à réprimer une rébellion dans l'Al-Jazira.
On connaît le rôle de Talha dans ses campagnes au Sistan, province jusqu'alors aux mains des Kharidjites dirigés par Hamza ben Adharak. La lutte entre ces deux adversaires s'est poursuivie jusqu'en 828 lorsque chacun d'eux est mort. Son frère `Abd Allah lui a succédé.

## Sources
- (en) Cet article est partiellement ou en totalité issu de l’article de Wikipédia en anglais intitulé « Talha ibn Tahir » (voir la liste des auteurs).